# Dmitri Popkó
Dmitry Popkó (en ruso: Дми́трий Попко́; nacido el 24 de octubre de 1996) es un tenista profesional de Kazajistán, nacido en San Petersburgo, Rusia.

## Carrera
Su mejor ranking individual es el n.º 162 alcanzado el 25 de octubre de 2021, mientras que en dobles logró la posición 304 el 1 de mayo de 2017. 
No ha logrado hasta el momento títulos de la categoría ATP, pero sí posee un título Challenger ganada en 2021 en Lisboa.

## Títulos ATP Challenger

### Individuales (1)
| N.° | Fecha                | Torneo               | Superficie    | Oponente en la final | Resultado |
| --- | -------------------- | -------------------- | ------------- | -------------------- | --------- |
| 1.  | 3 de octubre de 2021 | Challenger de Lisboa | Tierra batida | Andrea Pellegrino    | 6-2, 6-4  |

#### Finalista (2)
| N.° | Fecha                | Torneo                 | Superficie    | Oponente en la final | Resultado     |
| --- | -------------------- | ---------------------- | ------------- | -------------------- | ------------- |
| 1.  | 12 de mayo de 2019   | Challenger de Shymkent | Tierra batida | Andrej Martin        | 7-5, 4-6, 4-6 |
| 2.  | 15 de agosto de 2021 | Challenger de Praga 2  | Tierra batida | Dalibor Švrčina      | 6-0, 7-5      |